# Verchè
Verchè (in croato Vrsi) è un comune della Croazia nella regione zaratina di 2.053 abitanti (censimento del 2011).

## Località
Il comune di Verchè è suddiviso in 2 frazioni (naselja), di seguito elencate. Tra parentesi il nome in lingua italiana.
- Poljica (Poglizza[5])
- Vrsi (Verchè), sede comunale